# Renström (småort)
Renström är en småort i Jörns distrikt (Jörns socken) i Skellefteå kommun. 

## Samhället
Skolbyggnaden i Renström är uppförd 1951 efter Bruno Mathssons ritningar, men utbyggd och ändrad i olika omgångar sedan dess (innan nedläggningen).
Ett av Skellefteå kommuns vattenverk ligger i Renström.

## Näringsliv
Här ligger en av Sveriges djupaste gruvor, Renströmsgruvan med drift på 1700 meters nivå. Den ingår i Skelleftefältet och hyser komplexmalm med zink, koppar, bly, guld och silver. Cirka 130 personer är sysselsatta i gruvan, som togs i drift 1952. Här låg också en av de sju driftstationerna för Linbanan Kristineberg-Boliden.

## Personer från orten
Fredrik Hedlund, landslagsman i simning för handikappade, kommer från Renström.

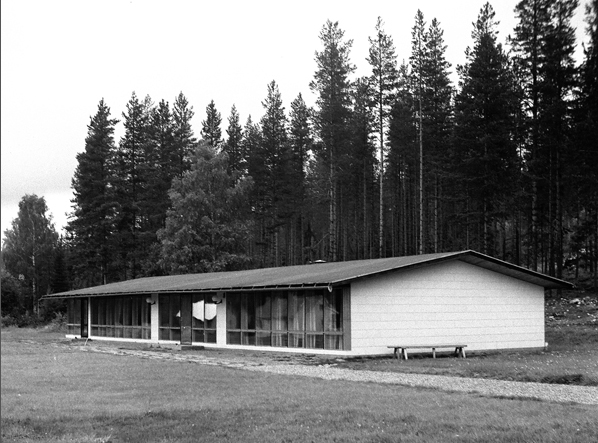
Skolan i Renström, uppförd 1951. Bild tagen 1958.
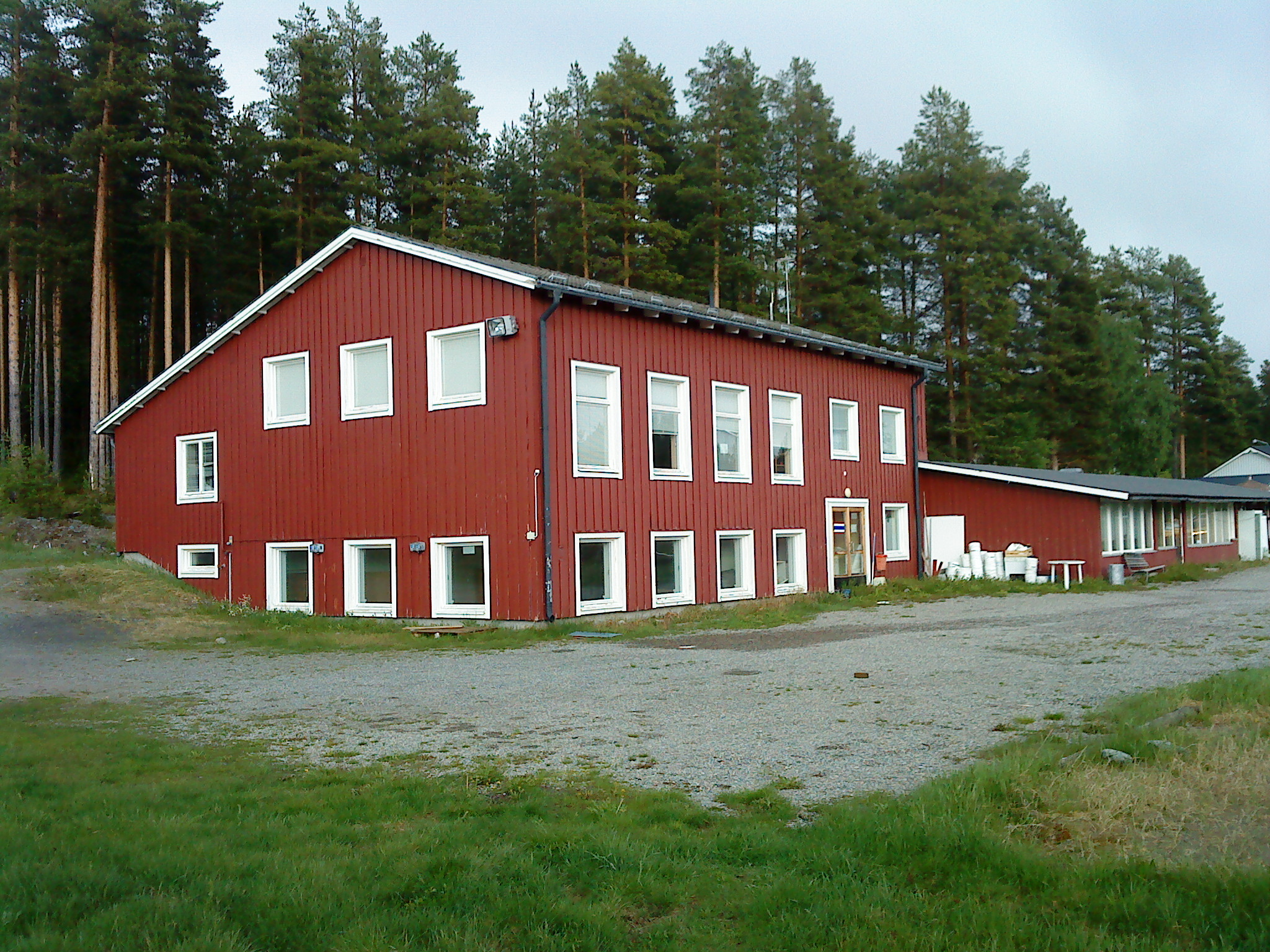
Skolan i Renström, uppförd 1951. Numer bärplockarmotell.